# Sant Julià de Ramis
Sant Julià de Ramis (em catalão e oficialmente) ou San Julián de Ramis (em castelhano) é um município da Espanha na comarca de Gironès, província de Girona, comunidade autónoma da Catalunha. Tem 18,76 km² de área e em 2021 tinha 3 612 habitantes (densidade: 192,5 hab./km²).

## Demografia
| Variação demográfica do município entre 1991 e 2004[carece de fontes?] | Variação demográfica do município entre 1991 e 2004[carece de fontes?] | Variação demográfica do município entre 1991 e 2004[carece de fontes?] | Variação demográfica do município entre 1991 e 2004[carece de fontes?] |
| ---------------------------------------------------------------------- | ---------------------------------------------------------------------- | ---------------------------------------------------------------------- | ---------------------------------------------------------------------- |
| 1991                                                                   | 1996                                                                   | 2001                                                                   | 2004                                                                   |
| 1731                                                                   | 1942                                                                   | 2098                                                                   | 2340                                                                   |